# 1218 Aster
1218 Aster è un asteroide della fascia principale. Scoperto nel 1932, presenta un'orbita caratterizzata da un semiasse maggiore pari a 2,2629354 UA e da un'eccentricità di 0,1084339, inclinata di 3,16063° rispetto all'eclittica.
Il suo nome fa riferimento alle piante del genere Aster.